# Església Catòlica Antiga

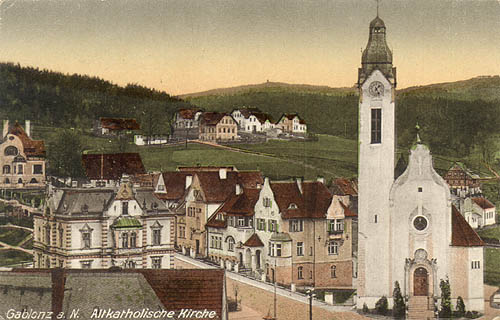
Parròquia de l'Església Catòlica Antiga a Gablonz an der Neiße, (actualment Txèquia).

Església Catòlica Antiga, en anglès: Old Catholic Church, també coneguts informalment com a Catòlics vells o veterocatòlics, es fa servir per designar un gran nombre d'esglésies cristianes que es va originar per separació de l'Església Catòlica Romana per estar en desacord amb certes doctrines d'aquesta i especialment per la infal·libilitat del papa establerta per votació en el Concili Vaticà I l'any 1870. Aquestes esglésies no estan en comunió amb l'Església Catòlica Romana però l'Església Unió d'Utrecht, que és una de les que integren l'Església Catòlica Antiga, ho està amb la Comunió anglicana i és membre del Consell Mundial d'Esglésies.
La formació de la comunió dels vells catòlics alemanys, austríacs i suïssos començà l'any 1870 sota el lideratge d'A. Döllinger i amb l'anomenada declaració d'Utrecht de 1889 on acceptaven els set primers concilis ecumènics i la doctrina formulada després de l'any 1054, però refusant la comunió amb el Papa de Roma i un gran nombre de doctrines i pràctiques de l'Església Catòlica Romana.
Anteriorment a 1870 ja existia a Holanda una església anomenada Catòlics Vells que es va integrar amb el temps a l'Església Catòlica Antiga sorgida a partir de 1870.